# Хьюз, Луис
Луис Хьюз (англ. Louis R. Hughes; род. 10 февраля 1949, Кливленд) — американский бизнес-администратор.
Получил степень бакалавра по инженерному делу в Университете Кеттеринга во Флинте (1971), затем магистерскую степень по управлению бизнесом в Гарвардском университете.
На протяжении нескольких десятилетий работал в компании General Motors. Первую руководящую должность занял в 1985 году, став вице-президентом и финансовым директором дочерней компании General Motors в Канаде. Затем в 1987—1989 гг. был финансовым директором координационного центра General Motors в Европе (со штаб-квартирой в Цюрихе). В 1989—1992 гг. управляющий директор принадлежавшего General Motors концерна Opel, затем вернулся в Цюрих и в 1992—1994 гг. занимал пост президента General Motors Europe, а в 1994—1999 гг. возглавлял всё управление внешними рынками в General Motors. Одновременно входил с состав совета директоров в целом ряде коммерческих структур, в том числе Deutsche Bank.
В 2000 г. оставил General Motors. Входил в состав руководства таких компаний, как Lockheed Martin, Maxager Technology, British Telecom, AkzoNobel, Alcatel-Lucent. В 2004—2005 гг. занимал должность директора по персоналу в Группе по восстановлению Афганистана.
В 1993 г. стал первым лауреатом премии имени Вернона Уолтерса за выдающийся вклад в развитие германско-американского сотрудничества.